# 벨기에
벨기에 왕국(프랑스어: Royaume de Belgique 루아욤 드 벨지크[*], 네덜란드어: Koninkrijk België 코닝크레이크 벨히어[*], 독일어: Königreich Belgien 쾨니히라이히 벨기엔[*], 영어: Kingdom of Belgium), 줄여서 벨기에(독일어: Belgien 벨기엔[*], 프랑스어: Belgique 벨지크[*], 네덜란드어: België 벨히어[*])는 서유럽에 있는 입헌 군주국이다. 북쪽으로는 네덜란드, 서쪽으로는 북해와 접하고 있고, 동쪽으로는 독일과 룩셈부르크와 국경을 접하고있고, 남쪽과 남서쪽으로는 프랑스와 국경을 접하고있다. 베네룩스 3국 중 하나이다. 공용어는 독일어, 네덜란드어, 프랑스어이다.

## 역사

### 독립
벨기에는 본래 네덜란드의 남부 지역이었으나 네덜란드 독립 전쟁(1568~1648년) 이후 북부와 분열되면서 다른 길을 걷기 시작했다. 1793년 프랑스는 벨기에를 합병하였다. 나폴레옹 전쟁 이후 벨기에는 북부의 네덜란드 연합 왕국과 합쳐지게 되었으나 절대주의적 통치와 개신교와 로마 가톨릭교회라는 신앙적인 차이로 인해 왈롱인들의 불만이 쌓이기 시작했다.
프랑스 국내에서 7월 혁명이 일어난 1830년, 이 혁명에 자극받은 왈롱인들이 8월 5일경 혁명을 일으켰다. 이를 벨기에 사람들은 벨기에 혁명이라고 부르는데, 그들은 이 날을 독립 기념일로 여긴다. 네덜란드가 편성한 진압군은 벨기에군을 간단히 격파하였으나 벨기에를 병합하려는 야심을 품고 있었던 프랑스의 무력 및 외교적 압력으로 인해 네덜란드와 벨기에는 1831년 휴전을 맺고 1839년에는 런던조약에 서명하여 벨기에의 독립을 승인하여야만 했다.

### 식민지 개척
벨기에는 국가로 인정받은 이후 해군(Marine Royale; 1865년에 해체되었다가 1917년에 다시 창설)을 창설하고, 식민지 개척을 장려한다. 레오폴 2세 치하인 1878년에는 콩고 지역을 식민지로 삼아 콩고 자유국으로 만들었다. 레오폴 2세 지배 당시 콩고 자유국에서는 수백만명의 목숨이 희생되는 무력과 착취가 발생한 것으로 알려져있다. 이 집단 살해 사건은 고무 테러라고 불린다. 1899년 조지프 콘래드는 자신의 저서 ‘암흑의 핵심’에서 처음으로 레오폴 2세 지배 당시 콩고의 참혹한 역사를 처음으로 고발했다.
이 시기에 관해 지금까지 알려진 가장 충격적인 책은 1999년 아담 호츠쉴드의 ‘레오폴드왕의 유령:식민지 아프리카의 탐욕과 테러, 영웅주의의 이야기’였다. 호츠쉴드는 이 책에서 기근과 질병으로 죽어간 수천명과 함께 수많은 콩고 민중들이 상아와 고무에 대해 레오폴 2세가 정한 생산 할당량을 채우지 못해 학살을 당했다고 서술했다. 또한 레오폴 2세는 한번도 자신이 사유지화한 콩고를 방문한 적이 없지만 콩고로부터 착취한 자원은 그로 하여금 궁전과 기념비, 박물관을 짓고 어린 딸에게 호화스런 옷과 빌라를 사줄 수 있게 됐다고 지적했다. 그는 이 기간 동안 학살당한 콩고인의 수가 1000만 명에 달한다고 주장하나 이에 관해서는 논란이 있다.
이후 레오폴드의 콩고 자유국 지배의 실태가 알려지면서 국제사회는 물론 본국에서도 규탄의 목소리가 커졌고 1908년 벨기에 의회는 레오폴드에게서 콩고의 지배권을 빼앗아 합병하고 인권침해 금지법안을 제정하였다. 제1차 세계대전 이후 벨기에는 르완다와 부룬디를 차지하여 벨기에령 루안다-우룬디를 만들어냈다. 한편 이 시기에 르완다, 부룬디에서 형성된 후투족과 투치족의 민족주의가 1990년대 르완다 내전의 불씨가 된다.
벨기에령 콩고는 1960년 6월 30일에 콩고 민주 공화국으로 독립했고, 벨기에령 루안다-우룬디는 1962년 7월 1일에 르완다 공화국과 부룬디 공화국으로 각각 독립했다.

### 나치 독일의 지배
벨기에는 제1차 세계대전 당시 국토 피해를 가장 많이 본 나라이고, 제2차 세계대전 때도 나치 독일에 의해 점령을 당해 지배를 받은 경험이 있다. 루뱅에서는 독일군이 자행한 학살로 많은 시민들이 무고하게 죽었다(벨기에 사람들은 이를 루뱅 시 학살 사건이라 하여 추념하며, 루뱅에서는 지금도 독일 국기를 게양하지 못하게 되어 있다.). 하지만 부흥이 가장 먼저 이루어진 나라이며 1920년에는 안트베르펜에서 올림픽이 개최되기도 했다.

### 연립정부
벨기에는 1993년에 연방 국가로 탈바꿈했으나, 최근 북부와 남부의 갈등이 심화되기도 하였다. 국왕의 중재 아래 2008년 3월에 연립 정부가 구성되었다.
또한 벨기에는 1993년 11월 1일 유럽연합이 탄생되면서 유럽연합의 본부가 설치된 나라이기도 하다.

## 지리
벨기에는 프랑스, 독일, 룩셈부르크, 네덜란드와 국경을 접한다. 전체 면적은 33,990km2로 저지대를 뺀 온전한 땅만을 취한다면 30,528km2이다.

## 기후
쾨펜의 기후구분에 따르면 서안해양성 기후인 Cfb이다.

## 정치
이 나라는 국왕의 정치적 영향력을 행사하는 입헌 군주제이다. 현재 국왕은 필리프 1세다. 정치적으로는 의원내각제를 실행하고 있다. 현재 총리는 혁신운동 출신의 소피 월메스이다.
벨기에는 언어 사용 지역별로 지역주의가 굉장히 강하며, 벨기에 노동당을 제외한 다른 모든 원내 정당은 지역정당이다. 플랑드르 지역은 신플람스 연맹, 열린 플람스 자유민주당, 기독교민주당과 플람스, 다른 사회당, 녹색당, 플람스의 이익이, 왈롱 지역은 사회당, 혁신운동, 생태당, 인문민주중도당, 데피, 인민당이 의석을 확보하고 있다.

## 무역
2017년 기준으로 벨기에의 주요 수입출 상대국은  독일(16.61%), 프랑스(14.89%), 네덜란드(12.01%), 영국(8.42%), 이탈리아(4.91%)이다. 주요 수입 상대국은 네덜란드(17.20%), 독일(13.84%), 프랑스(9.48%), 미국(7.19%), 영국(4.83%)이다.
2017년 기준으로 총수출액은 429,980백만 달러, 총수입액은 406,412백만 달러이다. 주요 수출 품목은 석유 제품(25,532백만 달러), 기타 의약품(20,8454백만 달러), 자동차 (11,053백만 달러), 다이아몬드  (10,911백만 달러), 독극물(8,067백만 달러)이다. 주요 수입 품목은 석유 제품(18,838백만 달러), 기타 의약품(15,831백만 달러), 원유(15,285백만 달러), 자동차(12,648백만 달러), 가솔린(9,243백만 달러)이다.

## 주민
전국민의 약 57%를 차지하는 북쪽의 플랑드르 지역에서는 플랑드르인이 네덜란드어를 사용하고, 32%를 차지하는 남쪽의 왈로니 지역에서는 왈로니인들이 프랑스어를 사용한다. 많은 외국인 노동자들도 살고 있으며, 벨기에 경제 발전에 이바지하고 있다. 모로코, 콩고 민주 공화국 등지에서 온 이민자들이다.

## 언어

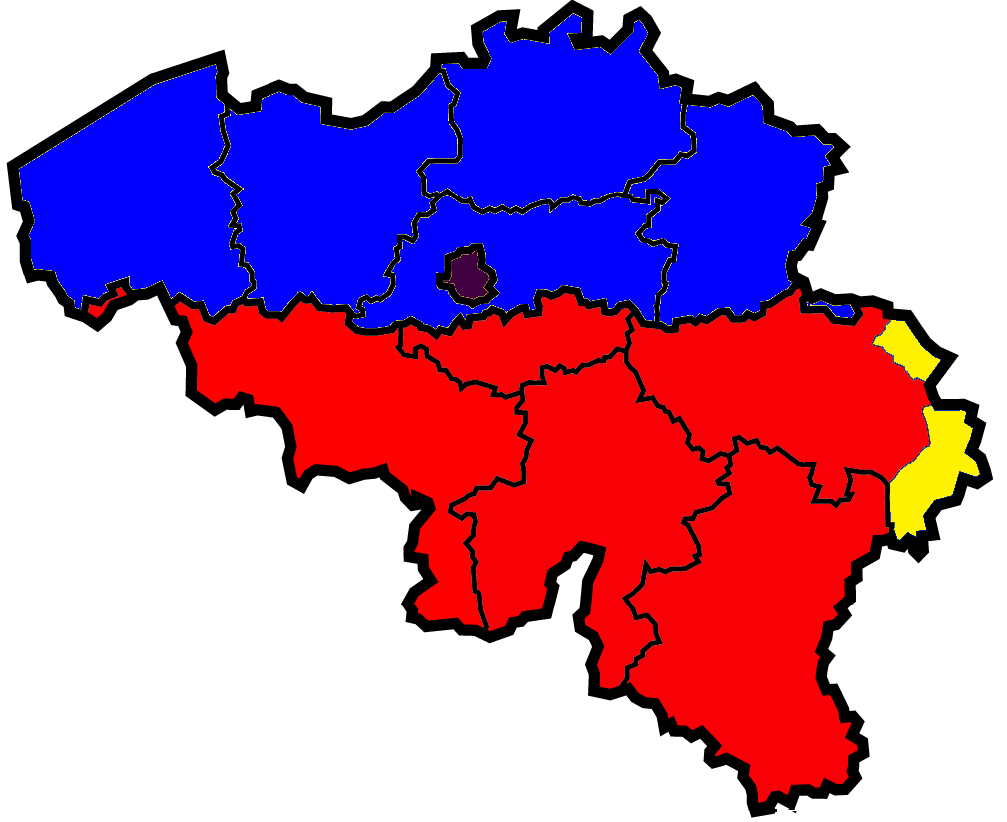
공식 언어
(59%)
(40%)
(1%)
네덜란드어 + 프랑스어 (브뤼셀)

공식 공용어는 네덜란드어, 프랑스어, 독일어이다. 벨기에 왕실은 프랑스어와 네덜란드어를 모두 구사해야 하며, 미스 벨기에 역시 프랑스어와 네덜란드어를 자유롭게 구사할 수 있어야 한다.
10%를 차지하는 수도 브뤼셀 지역은 법적으로는 네덜란드어 및 프랑스어 두 언어를 병용하지만, 브뤼셀의 주민 8할 이상이 사용하는 프랑스어가 우위를 점하고 있다. 이 나라의 언어상황을 살피기 위해서는 1993년에 개정한 헌법과 그에 따른 연방제의 구조를 먼저 이해할 수 있어야 한다. 이 나라는 프랑스어사용국기구(프랑코포니)의 정회원국이다.
독일어 사용지역(벨기에 독일어 공동체)은 제1차 세계대전 이후 벨기에가 독일로부터 할양받은 지역에 해당한다. 본래 독일의 라인 지방의 일부였던 이 지역을 얻은 1919년에 독일어가 공식 공용어로 지정되었다.
벨기에의 모든 학교에서는 영어가 외국어 필수로 지정되어 있으며 스페인어 등을 제2외국어로 선택한다. 그리고 왈롱에서는 네덜란드어를, 플란데런에서는 프랑스어를 외국어로 배운다.

## 종교
| 종교 구성 (벨기에) | 종교 구성 (벨기에) | 종교 구성 (벨기에) | 종교 구성 (벨기에) | 종교 구성 (벨기에) |
| ------------------ | ------------------ | ------------------ | ------------------ | ------------------ |
|                    |                    |                    |                    |                    |
| 로마 가톨릭        | 로마 가톨릭        |                    | 58%                | 58%                |
| 무종교             | 무종교             |                    | 20%                | 20%                |
| 그외 기독교        | 그외 기독교        |                    | 7%                 | 7%                 |
| 무신론             | 무신론             |                    | 7%                 | 7%                 |
| 이슬람교           | 이슬람교           |                    | 5%                 | 5%                 |
| 기타               | 기타               |                    | 3%                 | 3%                 |

이 나라의 국민의 대부분은 기독교 신앙을 가지고 있는데, 거의 로마 가톨릭교회 소속이다. 그 밖에도 정교회나 개신교 종파가 존재하며, 이민자들로 인해 이슬람교를 믿는 이들도 존재하고 있다.

## 군사
벨기에의 국군 통수권자는 국왕이며, 4만 1천명의 정규군이 존재한다.
1. 육군 (Composante Terre), 1830년 창설 (26,400명)
2. 해군 (Composante Maritime), 1917년 창설 (2,400명)
3. 공군 (Composante Air), 1915년 창설 (8,900명)
4. Medical Component (Composante Médicale), 2002년 창설 (2,000명)

## 행정 구역
1993년 7월 14일 개정된 헌법은 벨기에를 독특한 연방제 국가로 만들었다. 연방은 세 계층으로 구성된다.
1. 브뤼설에 자리한 연방 정부
2. 세개의 언어 공동체
3. 세개의 지역

## 문화
벨기에는 맥주와 초콜릿, 그리고 벨기에 와플로 유명하다. 또한 스머프와 탱탱의 모험 같은 만화들을 제작해내기도 하였다. 수도 브뤼셀에는 오줌싸개 동상이 있어 세계 각지에서 많은 관광객을 끌어들인다.
이 나라의 공영방송으로는 네덜란드어권의 VRT, 프랑스어권의 RTBF, 독일어권의 BRF가 있으며, 민영방송으로 네덜란드어권의 VTM, 프랑스어권의 RTL-TVI가 있다.

## 대외 관계

### 대한민국

#### 한국과의 수교 및 한국전쟁 참전
벨기에는 1901년에 대한 제국과 수교하였고, 1905년에 단교하였다. 1949년에 대한민국을 한반도의 유일한 합법 정부로 승인하였다. 벨기에군과 룩셈부르크 군은 한국 전쟁에 참전하여 대한민국을 지원하였다. 연합뉴스 보도에 따르면, 벨기에와 룩셈부르크는 한국전쟁에 보병 1개 대대(일명 벨룩스 대대, 벨기에 대대에 룩셈부르크가 소대 병력으로 합류)를 파병했다. 휴전 때까지 연인원 약 3천500명이 참전해 106명이 전사했다. 2016년 기준으로 생존자는 약 730명인 것으로 파악되고 있다.

#### 대사관
브뤼셀에 대한민국 대사관(주 룩셈부르크 대사관, 주 유럽연합 대표부 겸임)이 개설되어 있다. 서울특별시에 주한 대사관이 개설되어 있다. 대한민국의 대(對)벨기에 수출은 22억5537만USD, 벨기에의 대(對)대한민국 수출은 14억5033만USD(각 2011년)에 달하여, 벨기에는 대한민국에 있어서 제35위의 수출국이자 제38위의 수입국이다. 모두 824 명(재외국민 751명, 시민권자 73명)의 한민족들이 벨기에에 거주(2010년 12월 기준)하고 있다. 2002년 FIFA 월드컵 때는 대표팀이 일본과 같은 조에 편성되어 대한민국으로 가지 않고 일본으로 갔으나, 1988년 하계 올림픽 때는 벨기에가 서울에 선수단을 직접 파견하였다. 2014년에는 송도국제도시에 겐트 대학교 캠퍼스가 들어섰다. 1995년에는 아시아나항공이 벨기에로 가는 항공편을 운영하기도 하였으나 IMF 구제금융사건으로 인해 단항되었다. 한편, 설기현이 벨기에 주필러 리그에 진출한 적이 있었으며 벨기에 선수도 K-리그에 진출한 적이 있었다.

### 조선민주주의인민공화국
2001년에 공식 수교하였다. 이로써 벨기에는 사실상 한반도의 두 개 정부를 모두 인정하고 있는 상황이다.

### 파키스탄
벨기에는 이슬라마바드에 대사관, 카라치와 라호르에 각각 영사관을 두고 있다. 파키스탄은 브뤼셀에 대사관, 헨트, 안트베르펜, 그리고 벨기에령 룩셈부르크에 각 영사관을 두고 있다. 벨기에는 유럽에서 6위 규모의 파키스탄으로부터의 수입국이며, 양국의 무역 규모는 6억 USD에 육박하고 있다. 2008년 초, 파키스탄의 전 대통령 페르베즈 무샤라프는 그의 유럽 순방(영국, 프랑스, 스웨덴 포함) 중에 벨기에를 방문한 적이 있다. 그의 브뤼셀 방문 중, 당시 벨기에 총리 히 버르호프스타트와 함께 무역 및 상호 방위 협약에 대하여 논의한 바 있다.

### 튀르키예
벨기에는 앙카라에 대사관, 이스탄불에 총영사관, 안탈리아와 이즈미르에 각 영사관을 두고 있다. 터키는 브뤼셀에 대사관, 안트베르펜에 총영사관을 두고 있다.

## 역대 군주
- 레오폴 1세 (1831년~1865년)
- 레오폴 2세 (1865년~1909년)
- 알베르 1세 (1909년~1934년)
- 레오폴 3세 (1934년~1951년)
- 보두앵 1세 (1951년~1993년)
- 알베르 2세 (1993년~2013년)
- 필리프 1세 (2013년~현재)